# 승선근무예비역
승선근무예비역(乘船勤務豫備役)은 병역자원 일부를 평시에는 국민경제에 긴요한 물자, 전시·사변 또는 이에 준하는 비상시에는 병참을 위한 군수물자의 수송을 위한 업무 등의 지원을 위하여 소집되어 승선근무토록 하는 병역제도이다.  

## 개요
- 승선근무예비역제도는 산업기능요원이나 전문봉사요원과 같은 보충역의 대체복무와는 전혀 다른 병역제도이다.

- 육군 소속이 아닌, 해군 예비역 소속이다. 19일 간의 해군 기초군사훈련을 마치면 바로 예비역에 편입, 의무기간인 3년간 승선근무를 마치면 군복무를 필하는 것이다. 평시에는 민간인 신분으로 군복무를 수행하는 것이 군인 신분으로 복무하는 상근예비역과는 다르다.
- 해양대학교에서 학생군사교육단 사관후보생 (해군만 해당한다)과정을 마치고 현역의 장교에 편입되지 아니한 사람은 예비역 장교의 병적에 편입된다.
- 전시특례 병역법 제83조 제1항 제3호에 의거, 40세 이하인 승선근무예비역들은 전시에 해군 간부로 전쟁물자를 수송하는 임무에 소집될 수 있다.
- 승선근무예비역은 19일 간의 기초군사교육을 경상남도 창원시 해군기초군사학교에서 받는다. 기초군사교육은 복무기간에 산입된다.
- 승선근무예비역으로서 5년 이내에 3년간 승선근무를 마친 경우에는 현역의 복무를 마친 것으로 봄.

## 복무분야에 따른 경력 인정
- 한국산업인력공단[1][2]에서는 승선근무예비역에 대해, 기초군사교육 기간은 근무 경력으로 인정받지 않는다.

## 사회복무요원으로 전환
- 승선근무예비역의 경우, 사회복무요원에서 승선근무예비역으로 옮길 수 없는 반면, 승선근무예비역에서 사회복무요원으로 재지정될 수 있다. 이 때에도 마찬가지로, 기존 복무했던 기간은 1/3만 인정되어 사회복무요원의 남은 기간 동안 복무해야 한다. 사유는 다음과 같다.

1. 부실복무 등 병역법을 위반하였을 경우
2. 본인 지원에 따라 그만두기를 원할 경우,
3. 사업장이 폐업하고 3달이내 새로운 곳을 정하지 못하였을 경우

## 자격사항
승선근무예비역과 산업기능요원 편입(신규 소집도 '편입'이라고 한다)에 필요한 자격 및 면허는 아래와 같다.
| 대학 수료학년 | 기술자격 | 기술자격 | 기술자격 | 해기사의 면허 (승선근무예비역에만 한함) | 해기사의 면허 (승선근무예비역에만 한함) | 해기사의 면허 (승선근무예비역에만 한함) | 해기사의 면허 (승선근무예비역에만 한함) |
| 대학 수료학년 | 기사     | 산업기사 | 기능사   | 항해사 및 기관사                        | 운항사                                  | 통신사                                  | 소형선박조종사                          |
| ------------- | -------- | -------- | -------- | --------------------------------------- | --------------------------------------- | --------------------------------------- | --------------------------------------- |
| 4년           | ○        | ×        | ×        | 1~6급                                   | 1~5급                                   | 1~3급                                   | ×                                       |
| 3년           | ○        | ○        | ×        | 1~6급                                   | 1~5급                                   | 1~3급                                   | ×                                       |
| 2년           | ○        | ○        | ×        | 1~6급                                   | 1~5급                                   | 1~3급                                   | ×                                       |
| 1년           | ○        | ○        | ○        | 1~6급                                   | 1~5급                                   | 1~3급                                   | ○                                       |
| 미수료        | ○        | ○        | ○        | 1~6급                                   | 1~5급                                   | 1~3급                                   | ○                                       |
| 고졸이하      | ○        | ○        | ○        | 1~6급                                   | 1~5급                                   | 1~3급                                   | ○                                       |

- 1996년 이전에 존재하였던 기능사보는 기능사로 인정한다.

## 같이 보기
- 징병제, 대한민국의 병역 제도, 징병검사, 모병제
- 육군훈련소, 대한민국 국군, 국방개혁 2020
- 병력에 따른 나라 목록, 군대가 없는 나라 목록

## 참조 자료, 법령
- 법에는 각기 그에 따른 시행령과 시행규칙이 있다. 앞으로 시행될 예정인 법안도 통과 절차별로 확인할 수 있다.

1. 병무청 사회복무포탈- 해당업체 구인공고 등 확인 가능.
2. 법제처 '국가법령정보센터'-부칙과 별도 서식까지 확인 가능.
3. 병무청 '행정정보 공개'-신체검사 등위 판정 기준이나 병역처분 기준을 볼 수 있다.
4. 복무업체별 모집현황 외 통계-각 지방 병무청 홈페이지를 가보면 더 자세히 알 수 있다.